# Charles Robinson (illustrateur)
Pour les articles homonymes, voir Charles Robinson et Robinson.
Charles Robinson, né le 22 octobre 1870 à Islington (Londres) et mort le 13 juin 1937, est un illustrateur britannique de littérature de jeunesse.

## Biographie

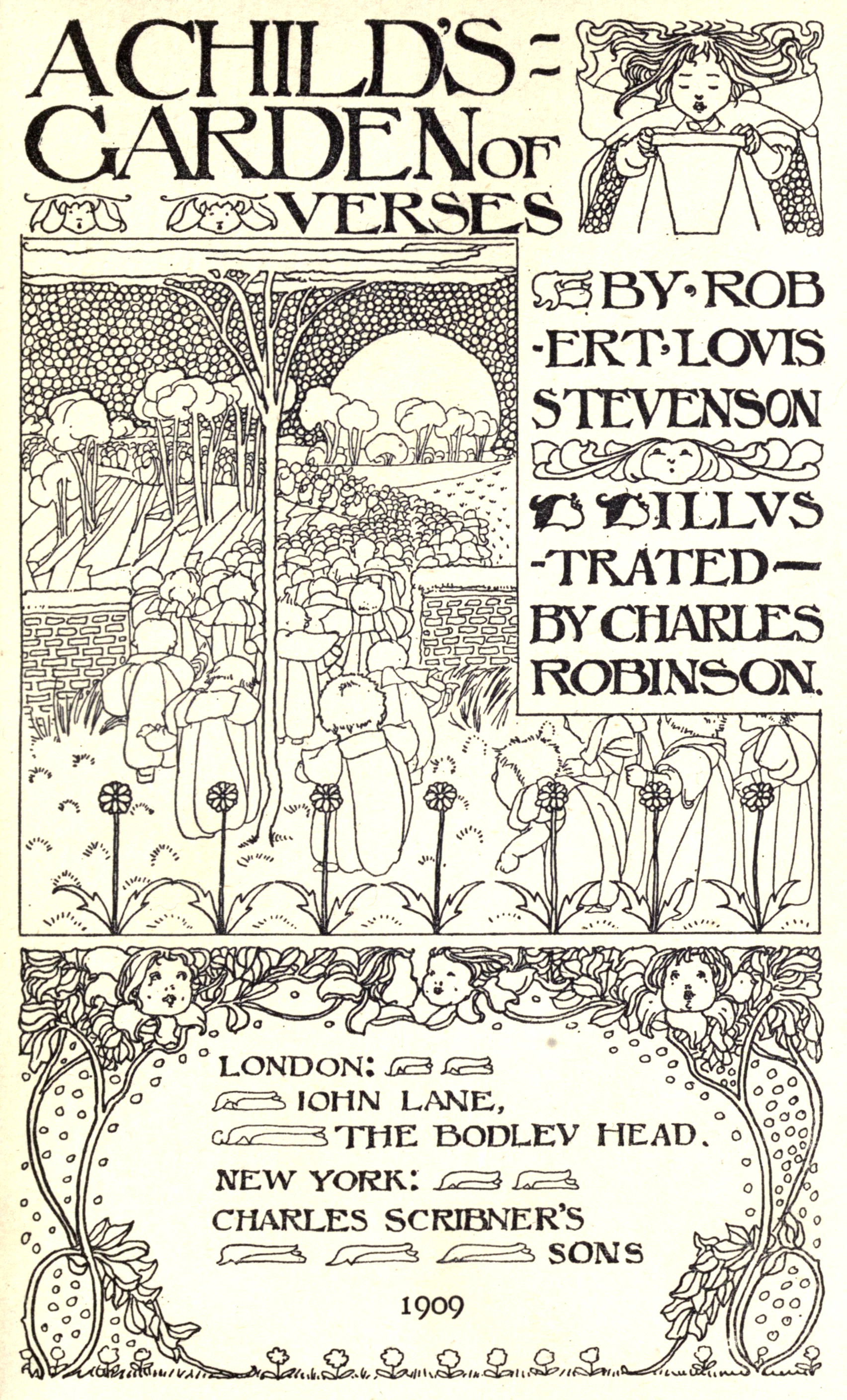
Couverture de l'anthologie poétique de Stevenson

Charles Robinson est né en octobre 1870 à Islington à London. Son père était illustrateur et ses deux frères, Thomas Heath Robinson (en) et William Heath Robinson également. Il apprend le métier dans une imprimerie et suit des cours d'arts le soir. En 1892, il réussit le concours de la Royal Academy mais ne peut y entrer faute de moyens financiers.
Ses illustrations pour l'anthologie A Child's Garden of Verses (« Jardin poétique de l'enfance ») de Robert Louis Stevenson publiée en 1909 chez John Lane et Scribner's lui apportent la célébrité.
En 1897 il épouse Edith Mary Favatt à Middlesex ; le couple aura quatre filles et deux garçons.
Il mène une longue et prolifique carrière d'illustrateur de contes de fées et de livres pour l'enfance, mais aussi de peintre. Il est élu membre de l'Institut royal des aquarellistes (Royal Institute of Painters in Water Colours) en 1932.

## Ouvrages illustrés
- 1895, Aesop's Fables
- 1897, Eugene Field, Lullaby Land
- 1899, W. E. Cule, Child Voices
- 1899, W. B. Rands, Lilliput lyrics
- 1900, Friedrich de la Motte Fouqué, Sintram and His Companions
- 1900, Charles Perrault, Tales of past times
- 1909, Robert Louis Stevenson, A Child's Garden of Verses
- 1907, Lewis Carroll, Alice's Adventures in Wonderland
- 1910, Grimm, Fairy Tales
- 1911, Frances Hodgson Burnett, The Secret Garden
- 1913, Oscar Wilde, The Happy Prince
- 1914, Agnes & Egerton Castle, Our Sentimental Garden
- 1922, A.A. Milne, Once in a time
- s.d., Walter Copeland Jerrold, The Big Book of Nursery Rhymes

## Récompenses et distinctions
- 1932, Royal Institute of Painters in Water Colours.